# San Giorgio Lucano
San Giorgio Lucano é uma comuna italiana da região da Basilicata, província de Matera, com cerca de 1.508 habitantes. Estende-se por uma área de 38 km², tendo uma densidade populacional de 40 hab/km². Faz fronteira com Cersosimo (PZ), Nocara (CS), Noepoli (PZ), Oriolo (CS), Senise (PZ), Valsinni.

## Demografia
| Variação demográfica do município entre 1861 e 2011                               |
|                                                                                   |
| Fonte: Istituto Nazionale di Statistica (ISTAT) - Elaboração gráfica da Wikipedia |